# Lu Jingqing
Lù Jīngqīng (chinesisch 陆晶清, eigentl. 陆秀珍; * 1907; † 1993) war eine chinesische Dichterin, Essayistin und Auslandskorrespondentin.

## Leben
Die Schriftstellerin wuchs in der chinesischen Provinz Yunnan auf. 
Nachdem ihre Mutter 1922 Selbstmord beging, ließ sie ihren Vater, einen literaturliebenden Antiquitätenhändler, in Kunming zurück, um in Peking an der Universität einen literaturwissenschaftlichen Studiengang an der Beijing Women's Normal University (北京女子高等师范大学) zu besuchen. Zu ihren Kursen ist auch ein Literaturkurs Lu Xuns zu zählen. Während des Studiums gab sie gemeinsam mit ihrer Kommilitonin Shí Píngméi (石评梅) die Zeitschrift The Wild Rose Weekly heraus. Die Herausgabe der Zeitschrift wurde eingestellt, als Shí Píngméi im Jahr 1928 starb. Für Lù Jīngqīng war das ein schwerer Verlust.
Im Jahr 1931 heiratete Lù Jīngqīng in Tokio den Publizisten Wáng Lǐxī (王礼锡). Bis 1933 blieb das Ehepaar in Tokio. In den folgenden Jahren bis 1938 reisten sie durch Europa, ihr Hauptaufenthaltsort war London. Von hier aus schrieb und übersetzte das Ehepaar für verschiedene chinesische und englische Zeitungen und Zeitschriften. 
Nach der Rückkehr in die Republik China erkrankte Wáng Lǐxī schwer und erlag 1939 seiner Krankheit. 
Im Jahr 1940 gab Lù Jīngqīng an Chongqinger Schulen die Sǎodàng bào (扫荡报) mit heraus. 1945 ging sie zurück nach London. Hier sollte sie später für die Peace Daily (和平日报) von der Pariser Friedenskonferenz 1946 berichterstatten. 
1965, vor der Kulturrevolution, ging sie in den Ruhestand.

## Werke
- "Su jian" (素笺). 1930.
- "Tangdai nüshiren" (唐代女诗人). Shenzhou Guoguang Chubanshe (神州国光出版社). 1931
- "Di su" (低诉). Shenzhou Guoguang Chubanshe (神州国光出版社). 1932
- "Liulang ji" (流浪集). 1933